# Trivandrum
Thiruvananthapuram

Localisation de Trivandrum, district et cité.

Trivandrum, ou officiellement Thiruvananthapuram (en malayalam : തിരുവനന്തപുരം, Tiruvanantapuraṁ, /t̪iruʋən̪ɨn̪t̪əpurəm/ ), est la capitale de l'État du Kerala en Inde ainsi que la capitale du district de Thiruvananthapuram. Elle se situe sur la côte ouest de l'Inde, près de la pointe sud du sous-continent. Qualifiée par Gandhi de « verte cité de l'Inde », elle se caractérise par son relief vallonné de petites collines côtières et ses ruelles commerçantes pleines de vie. Avec près de 745 000 habitants d'après le recensement de 2001, c'est la ville la plus peuplée du Kerala ; l'agglomération urbaine compte quant à elle environ un million d'habitants.
En tant que capitale de l'État, Thiruvananthapuram abrite de nombreux bureaux, organisations et entreprises fédéraux et locaux. En plus d'être le cœur politique du Kerala, c'est aussi un important centre académique servant de lieu de résidence à plusieurs institutions éducatives, dont l'université du Kerala et de nombreux établissements scientifiques et technologiques, notamment le VSSC (Vikram Sarabhai Space Centre, Centre spatial Vikram Sarabhai), le Technopark et l'IIST (Indian Institute of Space Science and Technology, Institut Indien des Sciences et Technologies Spatiales).

## Origine du nom
Thiruvananthapuram signifie « la cité du dieu Ananta » en sanskrit et malayâlam : tiru est la forme locale du sanskrit s'ri ou srî (« seigneur »), le -v- sert à éviter le hiatus, et puram signifie « cité ». Ce nom provient de la divinité du temple hindou qui se trouve au centre de la ville. Anantha est le serpent sur lequel Padmanabhan (Vishnou) s'appuie. Le temple de Vishnou, ou temple de Sree Padmanabhaswamy, demeure donc le monument le plus représentatif de la ville. Le nom officiel de la ville était Trivandrum jusqu'en 1991, date à laquelle le gouvernement décida de rétablir le nom original Thiruvananthapuram.

## Histoire

### Histoire antique
Thiruvananthapuram est une ancienne cité qui commerçait dès le début du Xe siècle av. J.-C.,. Selon la légende, les bateaux du roi Salomon auraient accosté dans un port appelé Ophir (nom actuel Poovar) à Thiruvananthapuram en 1036 av. J.-C.
C'était un lieu d'échange d'épices, de santal et d'ivoire.
Cependant, l'histoire antique politique et culturelle de la ville est quasiment indépendante de celle du reste du Kerala. Ses premiers dirigeants furent les Ays, mais après leur chute au Xe siècle la cité fut incorporée au royaume de Venad.
Les premiers colons européens de Thiruvananthapuram furent les Portugais, suivis des Hollandais. Plus tard, les Anglais s'en servirent comme base pour coloniser le reste du Thiruvitankur (ancien nom du Travancore).

### Histoire moderne
La naissance de la Thiruvananthapuram moderne commença lors de l'accession au pouvoir de Marthanda Varma en 1729, premier souverain de l'État princier de Travancore. Thiruvananthapuram, faite capitale de Travancore en 1745, devint dès lors un important centre intellectuel et artistique. L'âge d'or de la ville se situe au milieu du XIXe siècle, sous le règne des maharajas Swathi Thirunal et Ayilyam Thirunal. C'est durant cette époque que furent fondés la première école anglaise (1834), l'Observatoire (1837), l'Hôpital Général (1839), l'Oriental Research Institute & Manuscripts Library (Institut de recherches orientales et Bibliothèque de manuscrits) et l'université (1873). Le premier hôpital psychiatrique de l'État fut aussi construit durant la même période. Moolam Thirunal (1885–1924) initia la construction des Sanskrit College, Ayurveda College, Law College ainsi que d'un lycée (college) pour femmes.
Le début du XXe siècle vit d'importants changements politiques et sociaux dans la vie de la ville. La Sree Moolam Assembly, fondée en 1904, fut le premier conseil législatif démocratiquement élu de tous les États indiens. Bien qu'elle n'ait pas été sous contrôle direct de l'empire britannique, la ville se distingua dans la lutte pour l'indépendance. Le Parti du Congrès y est très actif ; il s'y tint en 1938 un rassemblement de ce parti sous l'égide du Dr Pattabhi Sitaramaiah.
L'accession au titre de maharadja de Chitra Thirunal Bala Rama Varma en 1931 s'accompagna de nombreux progrès. La promulgation de la Temple Entry Proclamation (Proclamation sur l'entrée des temples ; loi autorisant les basses castes à entrer dans les temples hindous) préfigurait l'émancipation sociale à venir. L'université de Travancore, future université du Kerala, fut fondée à cette époque.
Lorsque le Raj britannique prit fin en 1947, Travancore choisit de rejoindre l'Union Indienne. Le premier ministère populaire, dirigé par Pattom Thanu Pillai, entra en fonction le 24 mars 1948. En 1949, Thiruvananthapuram devint la capitale du Travancore-Cochin, état résultant de la fusion de Travancore et de son voisin du nord, la principauté de Cochin. Le roi de Travancore, Chitra Thirunal Bala Rama Varma, devint le Rajpramukh (gouverneur) de l'Union du Travancore-Cochin du 1er juillet 1949 au 31 octobre 1956. Lorsque l'État du Kerala naquit le 1er novembre 1956, Thiruvananthapuram en devint la capitale.

### Aujourd'hui
La fondation de la Thumba Equatorial Rocket Launching Station (TERLS — Station équatoriale de lancement de fusées de Thumba) en 1962 fit de Thiruvananthapuram le berceau de l'ambitieux programme spatial indien. Le lancement de la première fusée indienne eut lieu l'année suivante au Vikram Sarabhai Space Centre, situé en périphérie de la ville ; c'est aussi là qu'elle fut conçue. Plusieurs établissements liés à l'Indian Space Research Organisation s'installèrent plus tard à Thiruvananthapuram.
L'établissement du Technopark (premier technopôle indien dédié aux TIC) en 1995 constitue une étape importants de l'histoire récente de la ville.
À présent, le Technopark de Thiruvananthapuram est le plus grand d'Inde et le troisième plus grand d'Asie. Ceci fait de Thiruvananthapuram un centre notable dans le domaine des TIC en Inde, ainsi que l'un des plus prometteurs en termes de compétitivité et de capacité de recherche.

## Géographie

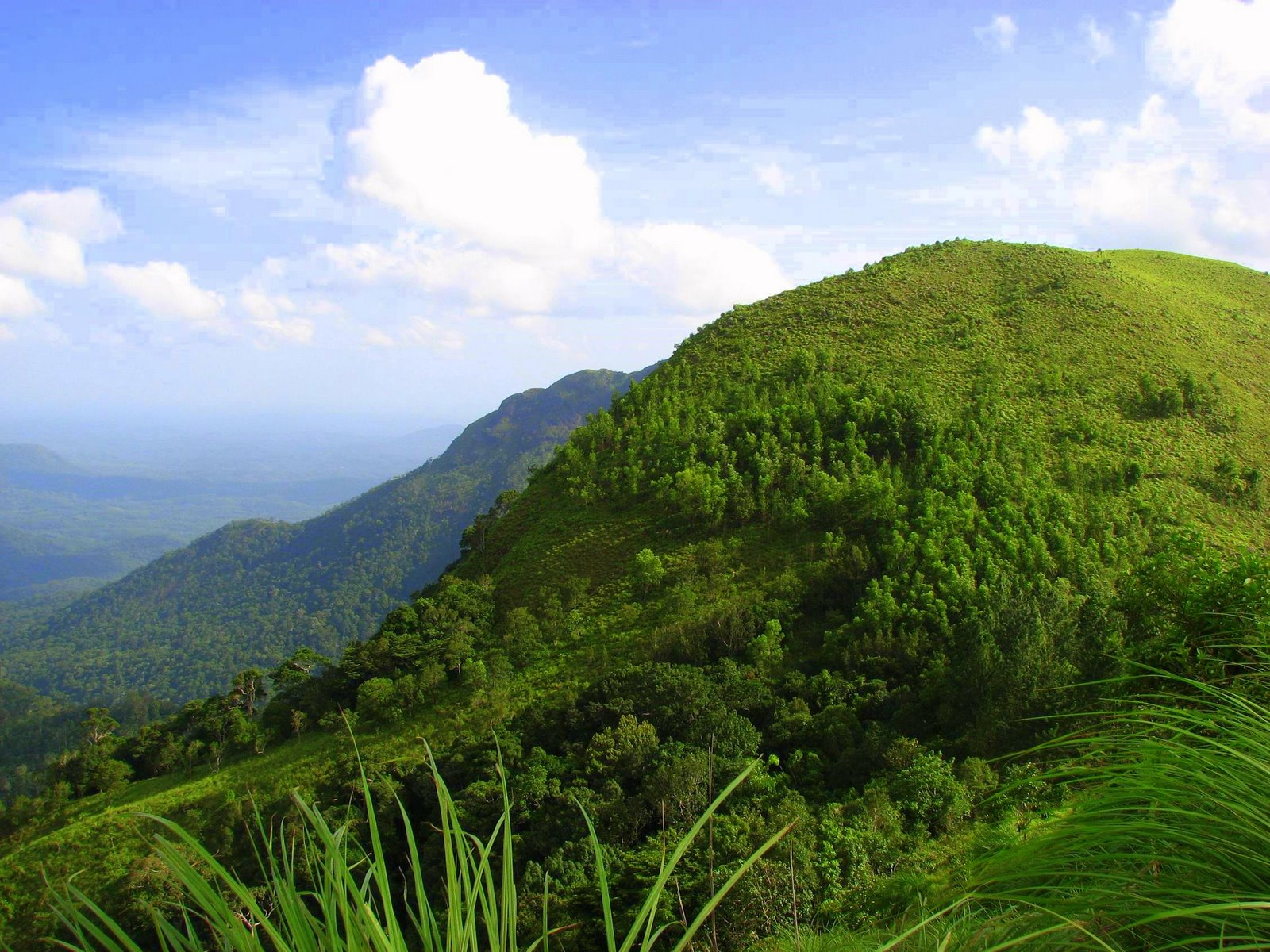
Vue des collines de Ponmudi.

Thiruvananthapuram est construite sur des collines près du rivage de la mer. Elle se situe aux coordonnées 8° 30′ N, 76° 54′ E, sur la côte occidentale de l'Inde, près de la pointe sud du sous-continent indien. La ville et les banlieues réunies s'étendent sur environ 250 km2 et sont coincées entre les ghâts occidentaux et la mer d'Arabie. Son altitude moyenne est d'environ 5 m.
On peut diviser la région en deux secteurs géographiques : l'arrière-pays et la plaine. L'arrière-pays est composé de petites collines et de vallées jouxtant les ghâts. La plaine est une bande étroite comportant le littoral, des rivières et des deltas, parsemés de cocotiers. Le lac Vellayani, plus grande réserve d'eau douce du district, se trouve en périphérie de la ville. Les principaux fleuves qui traversent la ville sont le Karamana et le Killi.
On peut aussi noter la présence de montagnes qui abritent les faubourgs les plus orientaux de la ville. Le point culminant du district est l'Agasthyarkoodam, qui s'élève à 1 868 m au-dessus du sol. Les collines de Ponmudi et Mukkunimala, près de la ville, sont des lieux de repos et de vacances.

## Climat
La région possède un climat équatorial et ne connaît donc pas de saisons distinctes. La température maximale moyenne est de 30 °C et la température minimale moyenne est de 24 °C. Le taux d'humidité est élevé et dépasse les 90 % durant la mousson.
Thiruvananthapuram est la première ville sur le trajet de la mousson indienne et est touchée par les premières averses début juin. Sa pluviométrie est élevée : environ 1 700 mm par an. Le recul de la mousson du nord-est frappe à nouveau la ville en octobre ; la saison sèche est donc assez brève et ne débute qu'en décembre. Les mois les plus froids sont décembre, janvier et février tandis que les mois les plus chauds sont mars, avril et mai. L'hiver, les températures peuvent descendre jusqu'à environ 18 °C, l'été elles grimpent généralement jusqu'à 35 °C.
| Mois                              | jan. | fév. | mars | avril | mai | juin | jui. | août | sep. | oct. | nov. | déc. | année |
| --------------------------------- | ---- | ---- | ---- | ----- | --- | ---- | ---- | ---- | ---- | ---- | ---- | ---- | ----- |
| Température minimale moyenne (°C) | 22   | 23   | 25   | 26    | 25  | 24   | 23   | 23   | 23   | 23   | 23   | 23   | 24    |
| Température moyenne (°C)          | 27   | 27   | 28   | 29    | 28  | 26   | 26   | 26   | 27   | 26   | 26   | 27   | 27    |
| Température maximale moyenne (°C) | 31   | 31   | 32   | 32    | 31  | 29   | 28   | 28   | 29   | 29   | 29   | 30   | 30    |
| Record de froid (°C)              | 15   | 17   | 20   | 20    | 20  | 21   | 18   | 20   | 18   | 20   | 20   | 20   | 15    |
| Record de chaleur (°C)            | 37   | 38   | 38   | 38    | 38  | 39   | 38   | 38   | 33   | 38   | 37   | 36   | 39    |
| Précipitations (mm)               | 20   | 20   | 40   | 110   | 200 | 330  | 200  | 120  | 130  | 260  | 170  | 60   | 1 730 |

## Économie

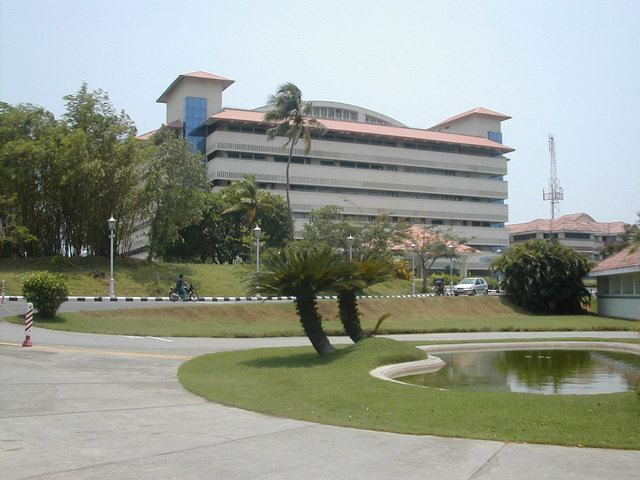
Un bâtiment du Technopark.

L'économie de la ville est principalement fondée sur le secteur tertiaire, avec 60 % de la main-d'œuvre employée dans les activités gouvernementales. Le secteur industriel est peu développé, comparé aux autres capitales d'États d'Inde du sud comme Chennai ou Bangalore. Actuellement, l'économie croît grâce aux investissements des entreprises du domaine des TIC, des biotechnologies et du secteur médical. Thiruvananthapuram représente 80 % des exportations de logiciels de l'État. L'ouverture dans l'État de nombreuses chaînes de télévision privées a attiré plusieurs studios (ainsi que des industries liées) dans la ville. Elle abrite aussi le premier et unique parc d'animation d'Inde.
Depuis l'établissement du Technopark en 1995, Thiruvananthapuram s'est progressivement changé en un pôle compétitif des technologies de l'information. Une étude a montré que la ville possède les meilleures infrastructures dans ce domaine ; elle est classée deuxième en termes de disponibilité de talents humains,. Le Technopark abrite de nombreux géants tels qu'Infosys, TCS, McKinsey & Company, Ernst & Young, Allianz, Tata Elxsi ou encore UST Global. Au total, 110 entreprises y emploient 19 500 personnes.
Ce nombre pourrait monter à 40 000 grâce aux projets d'extension prévus en 2008-2009.
L'économie du Kerala a aussi été fortement stimulée par le tourisme. Les touristes étrangers passent habituellement par Thiruvananthapuram pour explorer le reste du Kerala, qui investit fortement dans l'industrie du tourisme,.
Au sein du Kerala, Thiruvananthapuram est la première destination des touristes étrangers.
C'est aussi une destination majeure du tourisme médical, dans la mesure où il existe plus de cinquante centres ayurvédiques reconnus dans la ville et sa périphérie ; la raison en est la grande popularité de l'ayurveda en occident. Cette tendance est encouragée par la présence de centres de repos près de certaines plages et dans les collines.

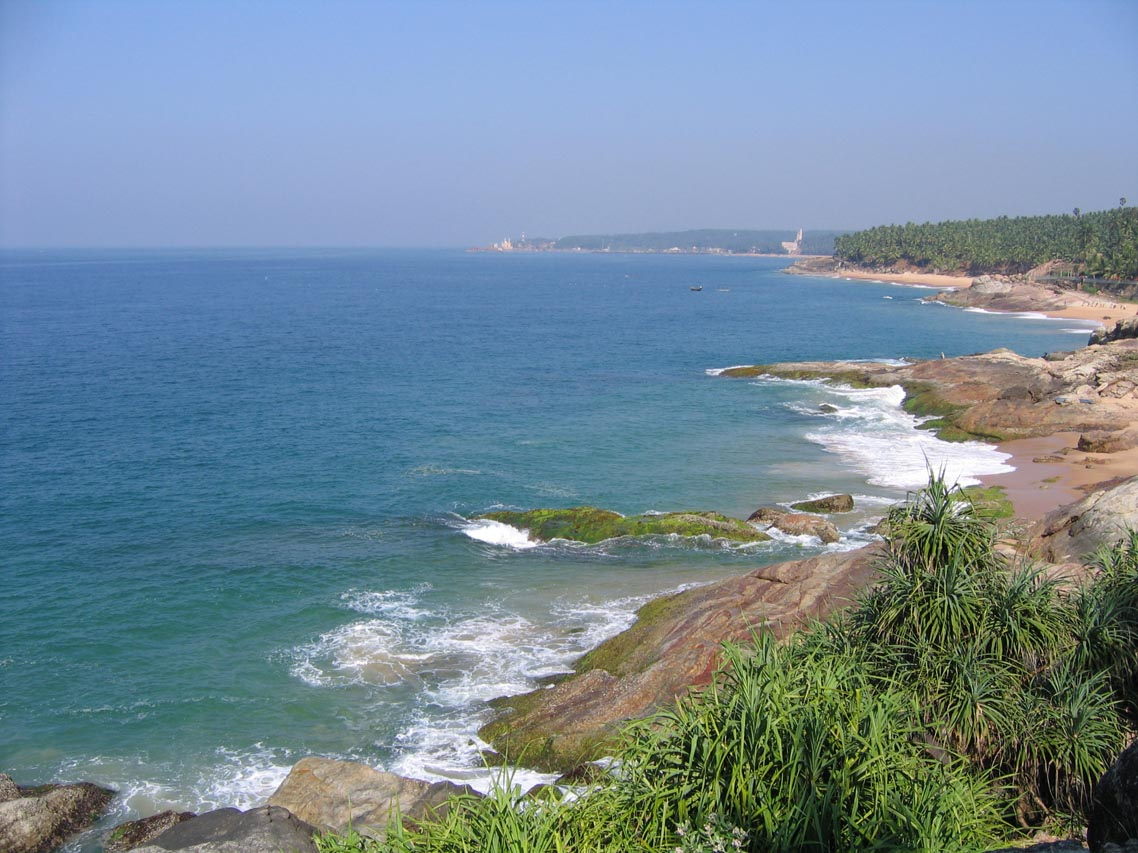
Site du port de Vizhinjam.

Parmi les 80 centres industriels de moyenne et grande taille de Thiruvanathapuram, environ 20 appartiennent au gouvernement et 60 sont privés. Les principaux employeurs sont le Kerala State Industrial Development Corporation (KSIDC — Corporation du développement industriel de l'État du Kerala), Milma, Keltron, Travancore Titanium et Hindustan Latex ; tous appartiennent au gouvernement. On compte aussi environ 30 000 petits centres industriels qui emploient 115 000 personnes. Le métier à tisser et le traitement du coir sont les industries traditionnelles.
Le sous-développement des ports a pour conséquence une faible activité commerciale. Cette situation devrait toutefois changer avec la construction du Mega Deep Water Container Transshipment Port à Vizhinjam.
Situé près de la ville, Vizhinjam se trouve très près des routes maritimes internationales et de l'axe maritime est-ouest, et nécessite peu de dragage.
Parmi les autres organisations économiques majeures se trouvent le Chithranjali Film Complex, le Kinfra Apparel Park, le Kinfra Film and Video Park, les Kerala High-tech Industries (KELTECH), la Kerala Automobiles Limited et la English Indian Clays Ltd..

## Jumelage
- Galveston (Texas) (États-Unis)
- Barcelone (Espagne)

## Gouvernement et politique
Le gouvernement du district est dirigé par le District Collector, fonctionnaire du gouvernement indien.
La ville est dirigée par la Thiruvananthapuram Corporation, à la tête de laquelle se trouve le maire. Le conseil municipal est démocratiquement élu et comporte 84 membres, chacun représentant un quartier de la ville. Plusieurs organisations travaillent en coopération ou sous la direction de la Corporation, dont la Trivandrum Development Authority (TRIDA) et la Trivandrum Road Development Corporation.

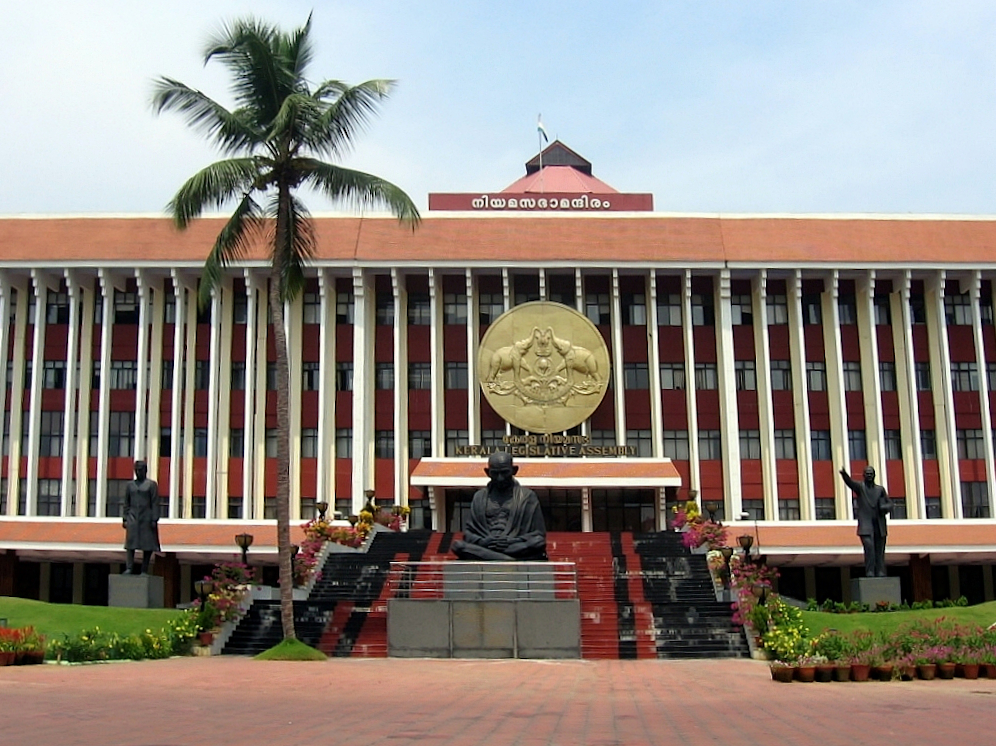
Le bâtiment de l'Assemblée législative du Kerala.

En ce qui concerne la représentation à la Lok Sabha, la majeure partie de la ville appartient à la circonscription de Trivandrum : il s'agit des cinq sièges de Thiruvananthapuram North, Thiruvananthapuram West, Thiruvananthapuram East, Nemom et Kovalam. Un sixième siège, celui de Kazhakuttam, fait partie de la circonscription de Chirayinkil, bien qu'il représente lui aussi Thiruvananthapuram.
La police est dirigée par un commissaire, fonctionnaire de l'Indian Police Service de rang élevé (Deputy Inspector General). La ville est divisée en trois secteurs, chacun sous le contrôle d'un Assistant Commissioner. La police de Thiruvananthapuram comprend de nombreuses unités, dont une brigade de protection des femmes, une cellule de contrôle des narcotiques, une unité de police montée...
À Pangode se trouve un grand cantonnement militaire où stationnent plusieurs régiments de l'armée indienne.
En tant que capitale du Kerala, Thiruvananthapuram abrite l'Assemblée législative de l'État, ainsi que son secrétariat et la direction du district de Thiruvananthapuram. Le seul organisme officiel étranger dans la ville est le consulat des Maldives.

## Infrastructures
Le Kerala State Electricity Board (KSEB) approvisionne la totalité de la ville en électricité. Le district se compose de trois secteurs : le « cercle de transmission », Thiruvananthapuram city et Kattakkada. La consommation domestique représente 43 % de la consommation totale d'électricité. Le district de Thiruvananthapuram est doté d'un poste électrique de 220 kV, neuf de 110 kV et six de 66 kV. Un poste de 400 kV a été commandé par la Power Grid Corporation afin d'assurer une alimentation électrique de haute qualité pour la ville.
Les canalisations d'eau couvrent 100 % de la ville, mais seulement 84 % de la population urbaine et 69 % de la population rurale du district. Les principales sources d'eau qui alimentent la ville sont les barrages de Peppara et d'Aruvikkara. Un projet de d'amélioration de l'alimentation de la ville en eau est en cours ; mené avec l'aide de la JBIC, il couvre Thiruvananthapuram et six panchayats suburbains.
Le réseau d'égouts de la ville date de l'époque du royaume de Travancore ; il fut modernisé en 1938, de manière à être entièrement souterrain. Aujourd'hui, ce réseau est contrôlé par la Kerala Water Authority, qui partage la ville en sept secteurs. Les eaux usées sont pompées vers une chambre de décantation à l'usine de traitement des eaux (Sewerage Treatment Plant — STP) située à Valiyathura. Elles sont ensuite utilisées pour l'agriculture, notamment la culture du fourrage.

## Transports

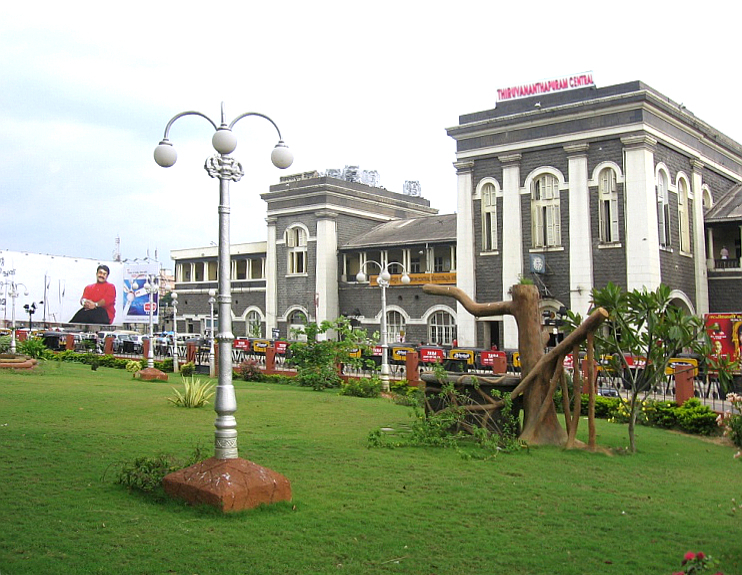
Gare centrale de Trivandrum.

Au sein de la ville, les transports en commun sont assurés par les bus municipaux, les taxis et les autorickshaws. Les scooters, mobylettes et vélos sont les moyens de transport individuels préférés.
Les transports publics sont assurés par l'entreprise publique Kerala State Road Transport Corporation (Corporation des Transports Routiers de l'État du Kerala — KSRTC). Des services privés de bus existent, mais en faible nombre. La KSRTC gère six dépôts : le City depot, Vikas Bhavan, Peroorkada, Pappanamcode, Kaniyapuram et Vellanad. Ces services ont été modernisés en 2005 avec l'introduction de nouveaux bus et des composteurs de billets électroniques. La gare routière centrale se situe à Fort East (Kizhakkekotta), près du temple Padmanabha Swamy. La station de bus centrale et inter-États se trouve 1 km plus loin, à Thampanoor. De là, les bus vont dans toutes les principales villes et villages de l'État, ainsi que les autres métropoles indiennes comme Bangalore ou Chennai.
La gare centrale se trouve elle aussi à Thampanoor, au cœur de la ville et à 8 km de l'aéroport. C'est un important terminal qui gère plus de 50 trains par jour. La ville est bien reliée par le rail à presque toutes les grandes villes d'Inde. Thiruvananthapuram est la première grande ville traversée, à partir du sud, par la deuxième plus grande ligne de chemin de fer du monde, de Kânyâkumârî à Jammu. Une seconde station fut ouverte en 2005 à Kochuveli, près de l'aéroport international.
L'Aéroport international Trivandrum est la porte d'entrée du touristique État du Kerala, avec des vols directs à partir du Moyen-Orient, de Singapour, des Maldives et du Sri Lanka. Deux aéroports militaires sont aussi présents, l'un près de l'aéroport civil, l'autre au Commandement du Sud de l'Indian Air Force à Akkulam. En plus des vols réguliers, de nombreux vols charter européens y atterrissent durant la saison touristique, comme ceux des compagnies First Choice Airways et Monarch Airlines. L'importance de l'aéroport de Thiruvanthapuram provient aussi de sa position géographique : il est le plus méridional de l'Inde et le plus proche du Sri Lanka et des Maldives.
La construction du Mega Deep Water Container Transshipment Port à Vizhinjam a commencé en 2007. Elle devrait se dérouler en trois phases et faire de Vizhinjam un important compétiteur de l'économie maritime, du fait de sa proximité des routes entre Europe et Extrême-Orient et des ports de Colombo, Kochi et Tuticorin.
La croissance exponentielle des secteurs des services et des TIC, ainsi que son importance en tant que capitale d'tat et centre touristique, imposent des tensions considérables sur l'infrastructure des transports urbains. Afin de surmonter cette crise, plusieurs projets de constructions ont été mis en route, dont le coût se chiffre en millions de dollars : plusieurs nouveaux tunnels et autoponts devraient être achevés début 2007. Dans un premier temps, 42 km de routes à deux fois quatre ou six voies sont construits.

## Démographie

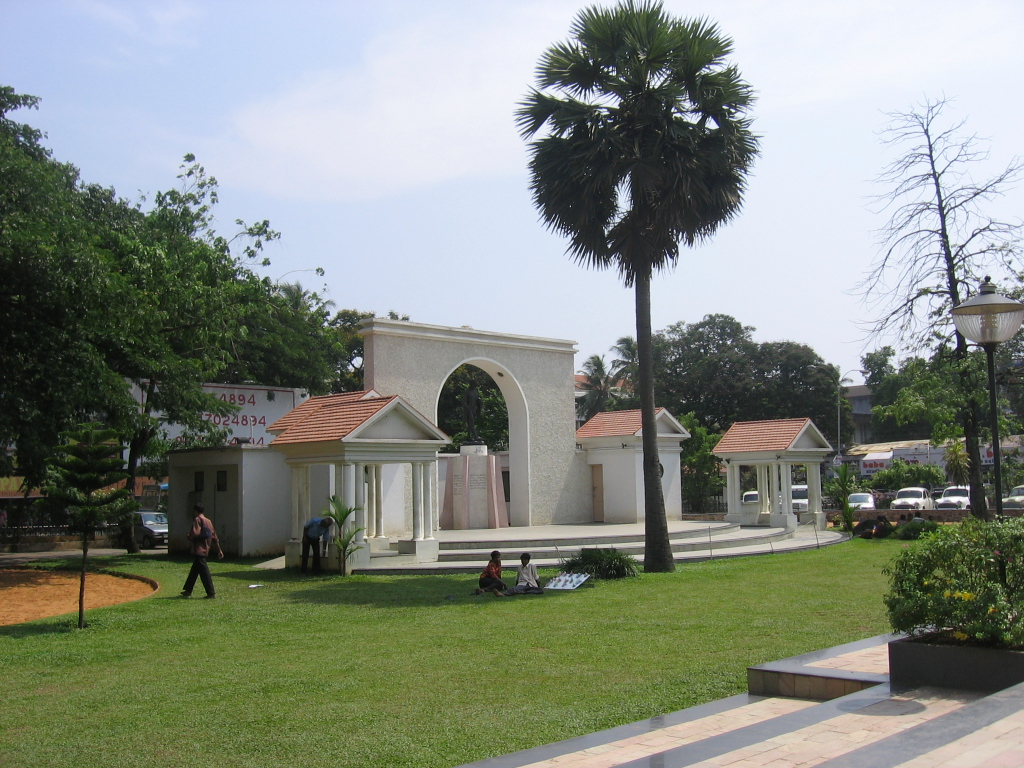
Gandhi Park à East Fort.

La population de la ville s'élève à 744 739 habitants et celle de l'agglomération urbaine à plus d'un million d'après le recensement de 2001 ; 
on estime qu'en novembre 2006, la ville possédait environ 1,1 million d'habitants. Pour la ville elle-même, la densité de population est d'environ 5 284 habitants par kilomètre carré. Le taux d'alphabétisation du district est de 89,36 %.
La ville comprend 1 037 femmes pour 1 000 hommes.
Environ 65 % de la population est composé d'hindous, 18 % de chrétiens, 15 % de musulmans. La langue majoritairement parlée est le malayâlam, mais l'anglais et l'hindî sont aussi largement compris. Il y a une importante communauté de locuteurs du tamoul ; le toulou et le konkânî y sont aussi parlés.
Le chômage est un problème important à Thiruvananthapuram, comme dans le reste du Kerala. Le taux de chômage est passé de 8,8 % en 1998 à 34,3 % en 2003, ce qui représente des accroissements absolus et relatifs de respectivement 25,5 points et 289,7 % en cinq ans.
Le taluk de Thiruvananthapuram a le troisième taux de chômage le plus élevé de Kerala avec 36,3 % de chômeurs. L'une des raisons de cet accroissement fulgurant est l'afflux de demandeurs d'emploi provenant des autres districts. Thiruvananthapuram possède un taux de suicide élevé : il est passé de 172 pour un million en 1995 à 385 pour un million en 2002.
Il a légèrement diminué en 2004 en passant à 366 pour un million.
Ce paradoxe — développement humain élevé et développement économique faible — est commun à tout le Kerala : il est souvent surnommé phénomène du Kerala (Kerala phenomenon) ou modèle (de développement) du Kerala,.

## Culture

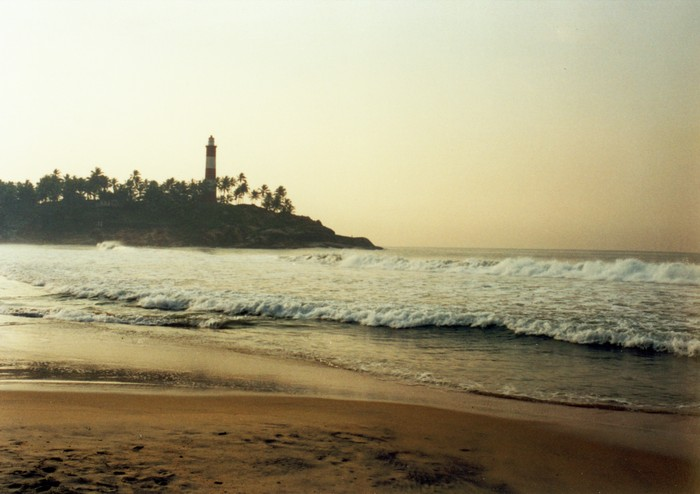
La plage de Kovalam, une destination touristique populaire.

Les habitants de Thiruvananthapuram sont parfois appelés « Trivandrumites » par certains sites de tourisme et blogs, bien que ce mot ne soit pas d'usage courant. Thiruvananthapuram possède un riche passé culturel, initié par les dirigeants de l'ancien Travancore. Plusieurs grands artistes sont issus de Thiruvananthapuram, les plus célèbres étant le maharajah Swathi Thirunal, Irayimman Thampi et Ravi Varmâ.
Le maharajah Swathi Thirunal était un grand compositeur : il joua un rôle majeur dans le développement de la musique carnatique.
Une école de musique à son nom existe dans la ville.
Ravi Varmâ était un illustre peintre qui apporta d'importantes contributions à l’art indien. Il est possible d’admirer certains de ses célèbres tableaux à la Sree Chithra Art Gallery, en ville. Le Padmanabha Swamy Temple et le fort le cernant, le musée et zoo Napier, le VJT Hall, la mosquée et l’église Palayam font partie des principaux monuments de la ville, témoins de son histoire. Le lac Veli et Shankumugham Beach abritent diverses œuvres du sculpteur Kanayi Kunhiraman.
Pour un observateur inattentif, Thiruvananthapuram passe facilement pour une ville tranquille et calme. Cependant, elle est le théâtre d'une activité culturelle bourdonnante. Elle connaît un pic d’activité durant le festival d’Onam en août/septembre, puis pendant la saison touristique. Chaque année, le gouvernement de l'État combine les festivités d’Onam avec des évènements culturels se déroulant en plusieurs points de la ville. Parmi les autres évènements importants de la région, on peut compter le festival annuel des fleurs, le Pongala d'Attukal, l’Aaraat du temple de Sree Padmanabhaswamy, l’Uroos de Beemapally, le Perunaal de Vettucaud, etc.
Le CVN Kalari, à East Fort, est un centre d’entraînement de renommée mondiale aux arts martiaux du Kerala, le Kalarippayatt. Le centre Margi propose des initiations à plusieurs arts traditionnels du Kerala, dont le Kathakali.
La cuisine traditionnelle est la cuisine kéralaise, caractérisée par l'abondance de noix de coco et d’épices. Les autres cuisines d’Inde du sud, ainsi que les cuisines chinoise et d’Inde du nord sont aussi populaires. La culture fast-food est très présente.
Thiruvananthapuram possède de nombreuses bibliothèques, les plus importantes étant la State Central Library (bibliothèque publique de Trivandrum, fondée en 1829), 
la University Library (bibliothèque universitaire), la Thiruvananthapuram Children's Library (bibliothèque pour enfants de Thiruvananthapuram), la Manuscripts Library (bibliothèque de manuscrits) et le Centre for Development Studies Library. Le British Council et sa bibliothèque (fondés en 1964) se situaient très près du Secrétariat du gouvernement, à côté de la résidence YMCA.

## Éducation

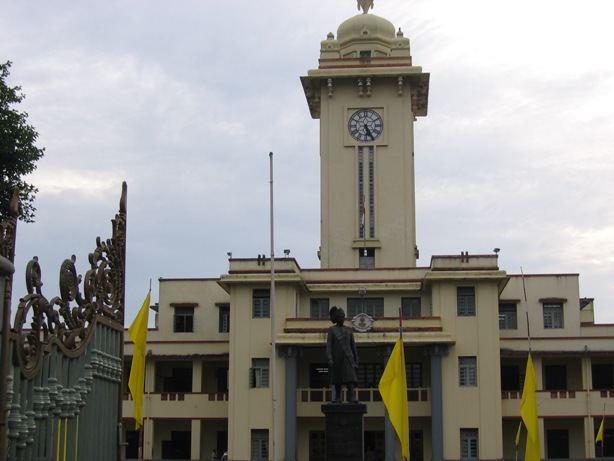
Bâtiment administratif de l’université du Kerala.

Thiruvananthapuram regroupe de nombreux établissements d’éducation. Elle abrite notamment l’université du Kerala. Nombre de centres d’éducation professionnelle se trouvent dans la ville et ses environs, dont quinze écoles d’ingénieur, trois écoles de médecine, trois écoles d’ayurveda, deux écoles d’homéopathie, six autres écoles liées à la médecine, et deux écoles de droit.
Le Trivandrum Medical College est le principal institut de santé de l’État ; c’est aussi l’un des meilleurs du pays. Il a été promu au statut de All India Institute of Medical Sciences (AIIMS). Le College of Engineering, Trivandrum (CET) est l’une des plus importantes institutions d’ingénierie/technique du pays. L’Asian School of Business et IIITM-K, situées toutes deux dans le Technopark, font partie des écoles de management de la ville. L’Indian Institute of Space Technology, premier de son genre (et unique) en Inde, s’y trouve également. Enfin, le Centre for Development Studies, spécialisé dans les recherches sur le développement économique, et le Centre for Development of Imaging Technology (C-DIT), dans le domaine est la technologie de l’imagerie, se situent aussi à Thiruvananthapuram.
Les écoles de la ville sont classées en trois catégories : écoles « aidées » (aided), « non-aidées » (unaided) et « gouvernementales ».
Les écoles gouvernementales sont directement dirigées par le gouvernement du Kerala et suivent le programme que ce dernier leur impose. Les écoles aidées suivent aussi ce programme. Il y a de plus quatre Kendriya Vidyalayas dirigés par le gouvernement central, qui suivent le programme édicté par le Central Board of Secondary Education (CBSE), ainsi que des écoles privées dirigées par des comités éducatifs qui suivent le programme du CBSE et/ou celui du ICSE (Indian Certificate of Secondary Education), et/ou celui du Kerala. La première école internationale du Kerala, la Trivandrum International School, démarra ses cours en août 2003.
Sciences et technologies
Thiruvananthapuram est un centre important de recherche et développement dans les domaines des sciences spatiales, des technologies de l'information et de la communication, de la biotechnologie, de la médecine, etc. Elle abrite tout un réseau de centres de recherche, incluant l’Indian Institute of Science Education and Research, le Vikram Sarabhai Space Centre (VSSC), le Liquid Propulsion Systems Centre (LPSC), la Thumba Equatorial Rocket Launching Station (TERLS), l’Indian Institute of Space Science and Technology (IIST), le Rajiv Gandhi Centre for Biotechnology (RGCB), le Tropical Botanical Garden and Research Institute, le National Institute of Interdisciplinary Science and Technology, la Free Software Foundation (FSF), le Regional Cancer Centre (RCC), le Sree Chitra Thirunal Institute of Medical Sciences and Technology (SCTIMST), le Centre for Earth Science Studies (CESS), le Central Tuber Crops Research Institute (CTCRI), le Priyadarsini Planetarium, l’Oriental Research Institute & Manuscripts Library, le Kerala Highway Research Institute, le Kerala Fisheries Research Institute, etc.

## Media
La presse quotidienne existe surtout en deux langues : l’anglais et le malayalam. Les journaux anglophones possédant une édition pour Thiruvananthapuram sont The New Indian Express et The Hindu. Les principaux quotidiens en malayalam sont : Mathrubhumi, Malayala Manorama, Kerala Kaumudi, Deshabhimani, Janayugom et Madhyamam.
La plupart des chaînes de télévision en malayalam sont basées à Thiruvananthapuram. La chaîne publique Doordarshan a commencé à y émettre en 1981. Asianet, première chaîne privée en malayalam, débuta ses programmes en 1991. Les autres chaînes émettant depuis Thiruvananthapuram sont : Surya TV, Amrita TV, Kairali TV, Kiran TV (chaîne jeunesse de Surya TV), Asianet Plus (chaîne jeunesse d’Asianet) et People (chaîne d’actualités de Kairali TV). Asianet Satellite Communications Limited, Trivandrum Cable Network Pvt Ltd et Siti Cable fournissent un bouquet de chaînes locales en plus des autres chaînes indiennes, via le câble. La télévision par satellite est accessible par l’intermédiaire des opérateurs Doordarshan Direct Plus, Tata Sky et Dish TV.
All India Radio (principale radio publique) y émet sur les porteuses 101,9 MHz (Ananthapuri FM) et 1 161 MHz (AM). Les autres chaînes de radio majeures sont : Big FM (92,7 MHz), Club FM (94,3 MHz), Radio Mirchi (98,3 MHz), S FM (93,5 MHz) et Radio DC (90,4 MHz).
Il y a plus de 18 cinémas, programmant des films en malayalam, tamoul, anglais et hindi. La ville compte deux studios cinématographiques, Chithranjali et Merryland. Kinfra Film and Video Park, situé près du Technopark, est l’un des centres de production de films et de dessins animés les plus avancés en Inde. Des entreprises innovantes de ce secteur, telles que Prasad Labs, y ont installé des bureaux. Le Festival international du film du Kerala (IFFK), reconnu comme étant l’un des principaux évènements de son genre en Inde, se tient chaque année vers novembre/décembre.
Les opérateurs de téléphonie fixe sont BSNL, Reliance et Tata Indicom. En ce qui concerne la téléphonie mobile, les opérateurs disposant de leur propre réseau sont BSNL CellOne, Airtel, Aircel, Idea Cellular et Vodafone pour le protocole GSM, ainsi que Reliance et Tata Indicom pour le CDMA. Depuis la fin des années 1990, le nombre de connexions de téléphones mobiles a augmenté de manière exponentielle. Les principaux fournisseurs d’accès à Internet à haut-débit sont BSNL DataOne, Asianet Dataline et Siti Cable. D’autres opérateurs, privés (Reliance, VSNL, Airtel, Satyam), sont également présents. Parmi les fournisseurs d’accès à bas débit on compte notamment BSNL NetOne, Kerala Online et KelNet.

## Sports

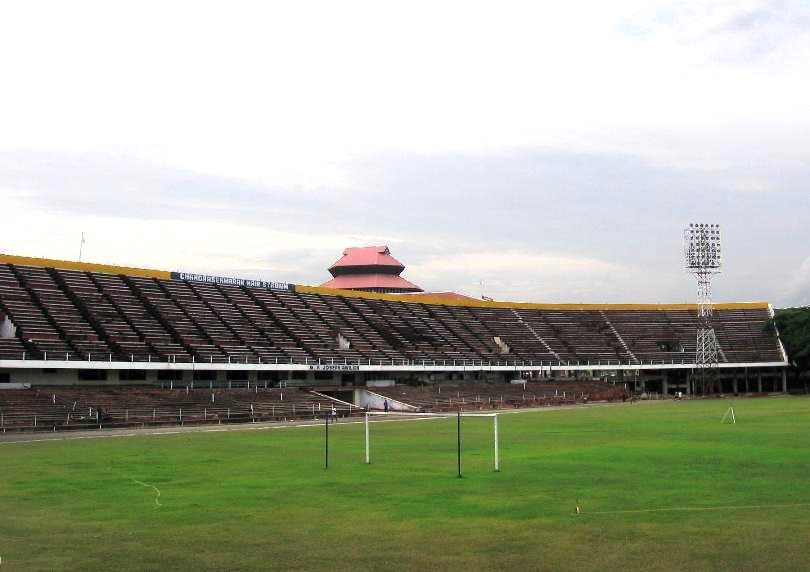
Stade de football Chandrashekaran-Nair.

Les sports les plus populaires sont le football et le cricket.
Le basket-ball, le badminton et le volleyball sont également appréciés, surtout dans les écoles. Le siège de la Kerala Cricket Association (KCA) se trouve à Thiruvananthapuram ; il possède de nombreux équipements sportifs. Le stade Chandrasekharan Nai, situé au cœur de la ville, est un important stade de football : il a accueilli des matchs de niveau national et international. Le stade universitaire a été l’hôte de deux matchs internationaux de cricket. Placé près de l’université du Kerala, il est équipé de pistes synthétiques pour la pratique de l’athlétisme. Le stade Central, équipé pour l’athlétisme, le football, le basket-ball, le volleyball et le cricket, se situe sur le côté est du secrétariat gouvernemental. Les autres établissements sportifs importants de la ville sont le complexe sportif Jimmy George, l’école de sport GV Raja et le Lakshmi Bhai National College for Physical Education (École Nationale d’Éducation Physique Lakshmi Bhai — LNCPE). À Kawdiar se trouvent l’un des plux vieux clubs de golf d’Inde et un club de tennis (Trivandrum Tennis Club — TTC). Les deux clubs de football de la ville, SBT-Thiruvananthapuram et Titanium, évoluent en seconde division de la National Football League. Enfin, une piscine moderne et complètement équipée a été construite à Vellayambalam, non loin du complexe sportif Jimmy George. Plusieurs compétitions de natation s’y tiennent, tant au niveau local que national.

## Importance stratégique
En plus d’être la capitale de l’État le plus alphabétisé 
et le plus développé socialement, 
Thiruvananthapuram est une ville stratégiquement importante en Inde du Sud. En tant que plus vaste ville de l’extrême sud, elle joue un rôle essentiel à la fois pour la logistique militaire et pour l’aviation civile. Elle abrite le Commandement Sud (SAC) de l’Indian Air Force.
Elle est aussi très proche des routes maritimes internationales, de l’axe maritime est-ouest et des routes aériennes.
Du fait de  cette importance stratégique, les dirigeants de l’Indian Air Force prévoient d’établir un commandement aérospatial au sein du SAC.
Le programme de mise en place d’un nouveau « Tri-Service Command », qui unirait les trois forces sous un unique commandement, est également en cours de d’élaboration.
Sa proximité particulière avec le petit État insulaire des Maldives ainsi qu’avec le Sri Lanka,
l’infrastructure médicale et sanitaire pourvoit aux besoins des patients de ces deux pays (et particulièrement des Maldives).
L’export de denrées périssables et de médicaments mobilise les pleines capacités des vols quotidiens depuis Thiruvananthapuram vers les Maldives et le Sri Lanka. Thiruvananthapuram constitue aussi un passage obligé pour les hommes et les marchandises, vers et depuis le sud du Tamil Nadu jusqu’au Kerala, la frontière de l'État étant éloignée de 30 km. Le rayonnement de l’ayurvédisme pousse enfin des personnes du monde entier à venir se soigner à Thiruvananthapuram ; des centres de soin ayurvédiques se construisent d’ailleurs à un rythme élevé le long des plages de Kovalam et Varkala.

## Galerie

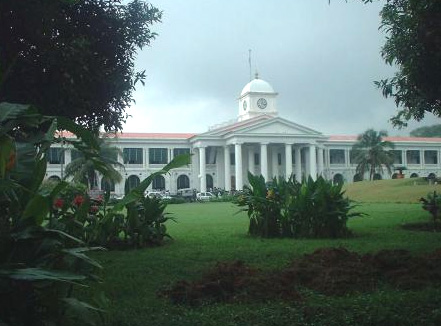
Secrétariat du gouvernement du Kerala.
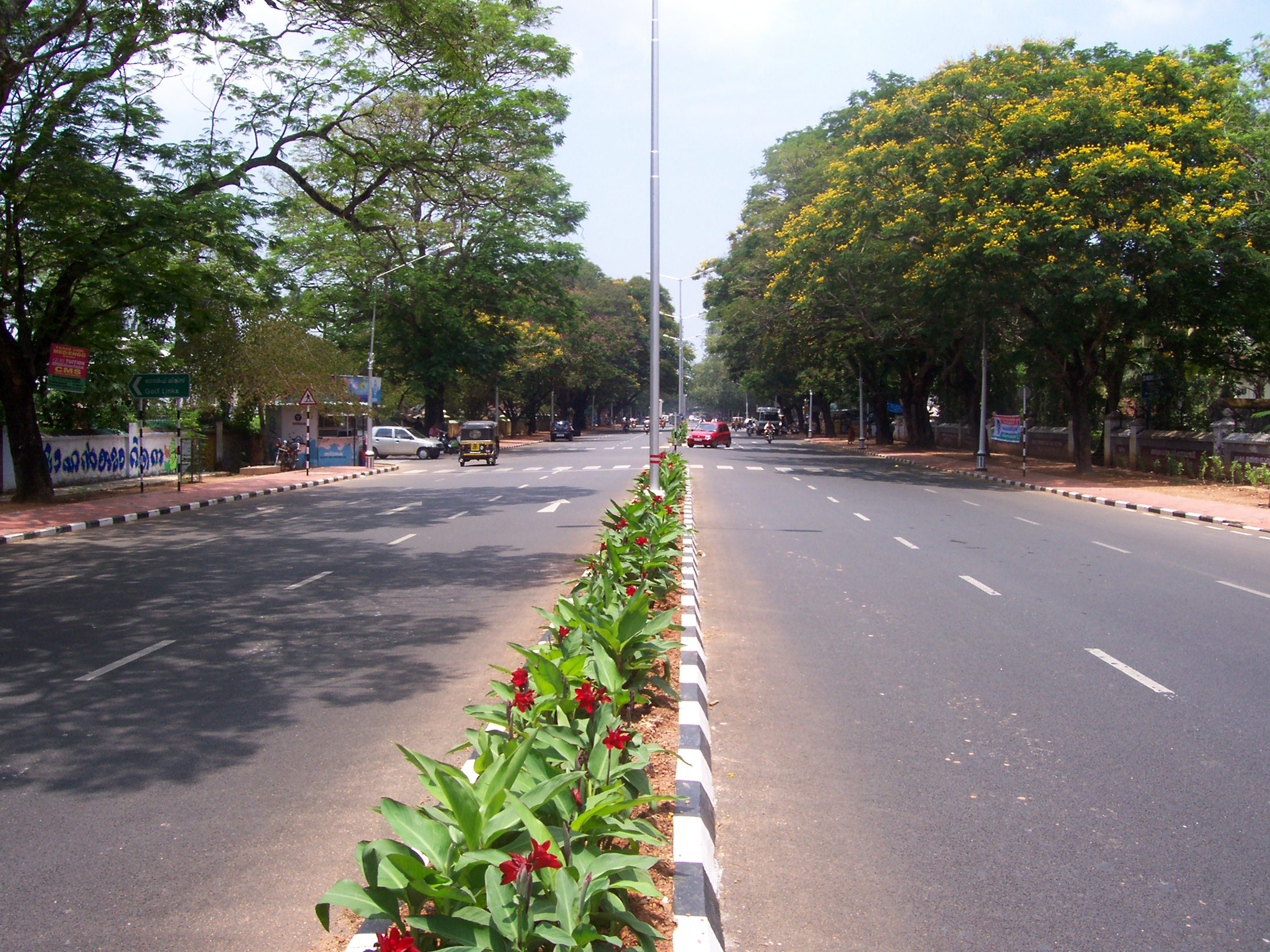
« Kaudiar road » : menant au Palace, elle est aussi connue sous le nom de « royal road ».
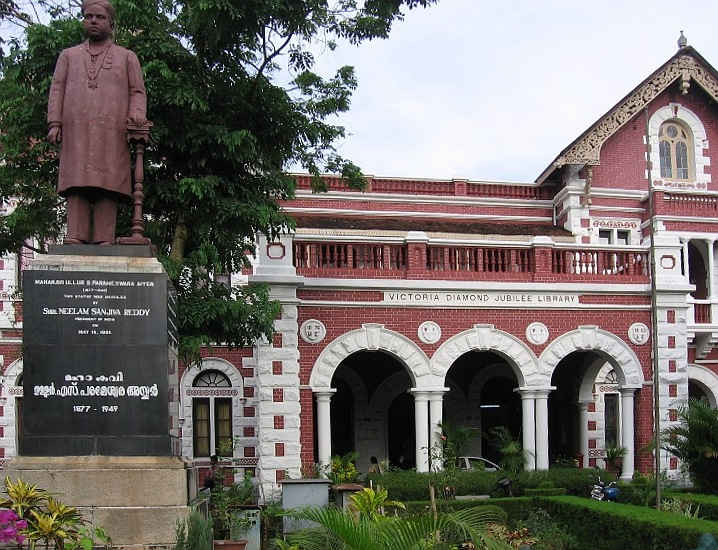
Bibliothèque publique de Trivandrum.
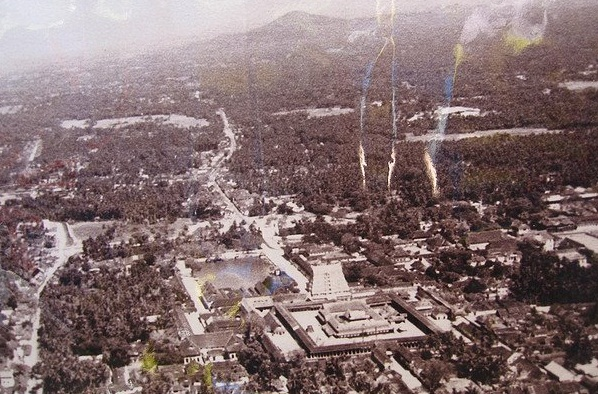
Le temple de Padmanâbhasvami, vue aérienne des années 1930.

## Personnalités liées à Thiruvananthapuram
- Kani Kusruti (1985-), actrice et mannequin, est née à Thiruvananthapuram.
- Mary Poonen Lukose (1886-1976), obstétricienne, fondatrice du X-Ray and Radium Institute à Thiruvananthapuram
- Vimala Pons (1986-)
- Abhinaya Sri, actrice indienne

## Source
- (en) Cet article est partiellement ou en totalité issu de l’article de Wikipédia en anglais intitulé « Thiruvananthapuram » (voir la liste des auteurs).